# Alexandra Tómnikova
Alexandra Nikoláyevna Tómnikova –en ruso, Александра Николаевна Томникова– (Astraján, URSS, 12 de enero de 1984) es una deportista rusa que compitió en piragüismo en la modalidad de aguas tranquilas. Ganó dos medallas en el Campeonato Europeo de Piragüismo entre los años 2008 y 2009.

## Palmarés internacional
| Campeonato Europeo | Campeonato Europeo     | Campeonato Europeo | Campeonato Europeo |
| Año                | Lugar                  | Medalla            | Competición        |
| ------------------ | ---------------------- | ------------------ | ------------------ |
| 2008               | Milán (Italia)         | Medalla de plata   | K4 200 m           |
| 2009               | Brandeburgo (Alemania) | Medalla de bronce  | K1 4 × 200 m       |